# Zgodovina vrtov
Zgodovina vrtov ali zgodovina parkov lahko velja za estetski izraz lepote skozi umetnost in naravo, prikaz okusa ali sloga v civiliziranem življenju, izraz filozofije posameznika ali kulture, včasih pa tudi kot prikaz zasebnega statusa ali nacionalnega ponosa - v zasebni in javni krajini.

## Uvod
Gozdni vrt, na prehranskih rastlinah osnovan sistem, je najstarejša oblika vrtnarjenja na svetu. Taki vrtovi so nastajali v prazgodovini ob bregovih rek v džungli in v vlažnih predgorjih monsunskih regij. V postopnem procesu družinskega izboljševanja neposrednega okolja so bile prepoznane, zaščitene in izboljšane uporabne vrste dreves in vinske trte, medtem ko so bile nezaželene vrste odstranjene. Na koncu so bile izbrane tudi tujerodne vrste in vključene v vrtove.
Zapiranje zunanjega prostora se je začelo leta 10.000 pred našim štetjem. Čeprav nihče ne pozna posebnih podrobnosti prvega vrta, zgodovinarji domnevajo, da je bil prvi ograjen prostor vrsta ovire za izključevanje živali in plenilcev. Gradnja in oblikovanje vrtov je bil glavni predhodnik krajinske arhitekture in se je začel v zahodni Aziji, sčasoma pa se je razširil proti zahodu v Grčijo, Španijo, Nemčijo, Francijo in Britanijo. Sodobna beseda vrt iz stcslovan. vrъtъ in hrv. vȑt ‛vrt’ prevzeto iz neke stare rom. predloge, sorodne z it. òrto ‛vrt’, ki se je razvila iz lat. hortus ‛vrt’ (Sk III, 631). Beseda je glede na glasovno strukturo prevzeta že v prvem tisočletju.
Po nastanku prvih civilizacij so bogati državljani začeli ustvarjati vrtove za čisto estetske namene. Slike egipčanskih grobnic 16. stoletja pred našim štetjem so nekateri najzgodnejši fizični dokazi okrasnega vrtnarstva in krajinskega oblikovanja; upodabljajo ribnike lotosa, obdane s simetričnimi vrstami akacij in palm. Druga starodavna tradicija je Perzija: Darej I. Veliki je rekel, da je imel rajski vrt in Babilonski viseči vrtovi so bili znani kot eno od sedmih čudes starodavnega sveta. Perzijski vrtovi so bili oblikovani vzdolž osrednje osi simetrije.
Perzijski vplivi so se razširili na helenistično Grčijo po Aleksandru Velikem. Okoli 350 pred našim štetjem so nastali vrtovi Atenske akademije in Teofrast, ki je pisal o botaniki, naj bi podedoval vrt od Aristotela. Epikur je imel vrt, kjer se je sprehajal in učil in ga je zapustil Hermarhu iz Mitilene. Alkifron se je v svojem pisanju tudi skliceval na zasebne vrtove.
Najvplivnejši starodavni vrtovi v zahodnem svetu so bili Ptolemaja v Aleksandriji, Egiptu in vrtnarska tradicija, ki jo je Lukul prinesel v Rim. Stenske slike v Pompejih v Italiji potrjujejo poznejši razvoj. Najbogatejši Rimljani so ob vilah gradili obsežne vrtove z vodnimi lastnostmi, vključno s fontanami in potoki, topiarijem, vrtnicami in senčenimi arkadami. Na najdiščih, kot je Hadrijanova vila, obstajajo arheološki dokazi.
Vitruvij, rimski avtor in inženir, je napisal najstarejši obstoječi oblikovalski priročnik leta 27 pr. n. št. De architectura libri decem (Deset knjig o arhitekturi) se je lotevalo teorije oblikovanja, krajinske arhitekture, inženiringa, oskrbe z vodo in javnih projektov, kot so parki in trgi. Vitruvij je trdil, da so bili glavni cilji oblikovanja firmitas (čvrstost, trpežnost, trdnost), utilitas (blago, udobje, uporabnost) in venustas (slast, ljubkost, lepota). Nekateri še vedno menijo, da so ti elementi bistveni za kakovostno oblikovanje krajine.
Bizantinsko cesarstvo in mavrska Španija sta nadaljevali vrtnarske tradicije po 4. stoletju našega štetja in padcu Rima. Do takrat se je na Kitajskem oblikovala ločena vrtnarska tradicija, ki se je prenesla na Japonsko, kjer se je razvila v plemiške vrtove z miniaturnimi in simuliranimi naravnimi krajinami, osredotočenimi na ribnike, in strogo obliko zen vrta v templjih.
V Evropi je vrtnarjenje v 13. stoletju oživelo v Languedocu in Île-de-Franceu. Ponovno odkrivanje opisov antičnih rimskih vil in vrtov je v poznem 15. in začetku 16. stoletja ustvarilo novo obliko vrta, italijanski renesančni vrt. Španska krona je zgradila prve javne parke te dobe v 16. stoletju, tako v Evropi kot v Ameriki. Formalni vrt à la française, ki ga ponazarjajo Versajski vrtovi, je postal prevladujoč vrtnarski slog v Evropi do sredine 18. stoletja, ko sta angleški krajinski vrt in francoski krajinski vrt začela prevladovati. V 19. stoletju se je pojavilo neozgodovinsko in romantično vrtnarjenje. V Angliji sta bila William Robinson in Gertrude Jekyll vplivna zagovornika divjega vrta in trajnostnega vrta. Andrew Jackson Downing in Frederick Law Olmsted sta prilagodila evropske oblike za Severno Ameriko, zlasti sta vplivala na oblikovanje javnih parkov, kampusov in primestnih pokrajin. Olmstedov vpliv se je razširil tudi v 20. stoletje.
V 20. stoletju je vplival modernizem: od poudarjene jasnosti Thomasa Churcha do drznih barv in oblik Brazilca Roberta Burleja Marxa.
Okoljska zavest in trajnostne prakse oblikovanja, kot so zelene strehe in zbiranje deževnice, postajajo široko uveljavljene, saj se inovacije na teh področjih še naprej razvijajo.

## Zgodovinski razvoj vrtnih slogov

### Mezoameriški vrtovi
Na zahodni polobli so imele različne mezoameriške kulture, kot so Maji, Misteki in Nahuatl (vključno z Azteki) tako praktične kot estetske vrtnarske tradicije. Maji so gozdne vrtove veliko uporabljali za pridelavo hrane in zdravilnih rastlin, tudi s svojimi mesti. Azteška elita je v Mehiški kotlini zgradila dovršene vrtove užitka, sestavljene iz različnih vrst rastlin in vodnih lastnosti, kot so vodnjaki, ki so jih napajali z akvaduktom. Vrtovi Aztekov in Majev so se zaradi svoje predvsem kmetijske narave močno osredotočili na rodnost. Azteki so gojili tudi močno ljubezen do rož, ki so jim dajali velik verski, metaforični in filozofski pomen.

### Mezopotamski vrtovi
Mezopotamija, 'dežela med rekama' Tigris in Evfrat, obsega gričevnato in gorato severno območje ter raven aluvialen jug. Njeni narodi (Sumerci, Akadci, Asirci in Babilonci) so bili urbanizirani in pismeni od približno 3000 pred našim štetjem. Dokazi za njihove vrtove izhajajo iz pisnih besedil, slikovnih skulptur in arheologije. V zahodni tradiciji je bila Mezopotamija mesto rajskega vrta in Babilonskih visečih vrtov. Tempeljski vrtovi so se razvili iz upodobitve svetega nasada; znanih je tudi več različnih slogov kraljevega vrta.
Dvorni vrt je bil obdan s stenami palače ali v večjem obsegu obdelan prostor znotraj mestnega obzidja. V mestu Marina srednjem Evfratu (približno 1800 pred našim štetjem) se je eno od ogromnih palačnih dvorišč v sodobnih pisnih zapisih imenovalo Dvor palm. Prečkali so ga dvignjeni hodniki iz žgane opeke; vladar in njegovo spremstvo bi tam večerjali. V Ugaritu (približno 1400 pr. n. št.) je bil kamniti vodni bazen, ki ni nameščen središčno kot v kasnejših perzijskih vrtovih, saj je bila osrednja značilnost verjetno drevo (datelj, palma ali tamariša). V 7. stoletju pred našim štetjem je asirski kralj Asurbanipal prikazan na skulpturi, ko se pogovarja s svojo kraljico in se naslanja na kavč pod pergolo trte, in mu igrajo glasbeniki. Na ogled so osvajalske trofeje, med njimi razstavljena glava kralja Elama, ki visi z dišeče borove veje. Babilonsko besedilo iz istega obdobja je razdeljeno na odseke, kot da prikazuje vrste zemlje z imeni zdravilnih, zelenjavnih in zeliščnih rastlin, zapisanih na vsakem odseku, ki morda predstavljajo parterno zasnovo.
V širšem obsegu so bili urejeni kraljevi lovski parki za gojenje eksotičnih živali in rastlin, ki jih je kralj pridobil pri svojih akcijah v tujini. Kralj Tiglat-Pileser I. (približno 1000 pr. n. št.) našteva konje, volove, osle, jelene dveh vrst, gazele in ibex in se ponaša z »oštevilčil sem jih kot čredo ovac«.
Od približno 1000 pred našim štetjem so asirski kralji razvili slog mestnega vrta, ki je vseboval naravoslovno postavitev, tekočo vodo, ki se je dovajala iz rečnih strug in eksotične rastline iz svojih tujih kampanj. Ašurnasirpal II. (883–859 pr. n. št.) našteva različne vrste bora, cipres in brinov, mandlje, datlje, ebenovce, rožna drevesa, oljke, hrast, tamarišo, oreh, jesen, granatno jabolko, hruške, kutine, fige in vinsko trto: »Voda iz kanala doteka v vrtove; dišava se pretaka po hodnikih; v vrtu užitkov tečejo tokovi vode, kakor nebesne zvezde. Kot veverica nabiram sadje na vrtu dobrot.« Mestni vrt je dosegel svoj zenit s Sanheribovo palačo (704–681 pr. n. št.), katere vodni sistem se je raztezal 50 km do hribov, katere vrt je bil višji in bolj okrašen kot kateri koli drugi in ki se je pohvalil s kompleksnimi tehnologijami, ki jih je uporabil, in ki svojo palačo in vrt imenuje »čudo za vse narode«.
Biblijska knjiga Geneza omenja Tigris in Evfrat kot dve od štirih rek, ki omejujejo rajski vrt. Noben poseben kraj ni bil določen, čeprav obstaja veliko teorij.
Babilonski viseči vrtovi klasični grški pisci navajajo kot eno od sedmih čudes starega sveta - kraje, ki si jih je treba ogledati, preden umreš. Izkopane ruševine Babilona ne razkrivajo nobenih primernih dokazov, zaradi česar so nekateri učenjaki domnevali, da so morda povsem legendarni. Zgodba je morda izvira iz Senheribovega vrta v Ninivah.

### Vrtovi indijskega podkontinenta

#### Indijski vrtovi
- Magadinjski kralj Bimbisara obišče Bambusov vrt (Venuvana) v Rajagrihi; umetniška dela iz Sančija.
- Jezero Maota in žafranov vrt predstavljata starodavne indijske vrtne sloge.
- Jezera in paviljoni ter ploščad so starodavne indijske vrtne zasnove, kot jih vidimo v Šalimar Bagu, Šrinagar, Indija.
- Dvoriščni vrt v mogulskem slogu v Agri.
- Hindujski dvoriščni vrt v Rajput slogu pri trdnjavi Amer.
- Cesar Ašoka in njegova krajica Deer Park, Sarnat
- Vrtnarji vrtnarijo v Jetavani, Bodh Gaya 2.-1. st. pr. n. št.

Starodavni indijski vrtovi so omenjeni v več starodavnih hindujskih besedilih, vključno v Rigvedi, Ramajani in Mahabharati. V budističnih poročilih je omenjen nasad bambusa, ki ga je kralj Bimbisara podaril Budi. Digha Nikaja, budistično besedilo, omenja tudi, da je Buda bival v mangovem sadovnjaku samostana Jivaka, ki ga je podaril zdravnik Jivaka. Arama v sanskrtu pomeni 'vrt', sangharama pa kraj, kjer je budistična skupnost menihov (sangha) živela na vrtu kot prostoru. V Budovem času je bil Vaišali (sodobni Bihar) uspešno in naseljeno mesto, polno parkov in vrtov, po Lalitavistara sutri  pa je spominjalo na božje mesto. Napisi cesarja Ašoke omenjajo vzpostavitev botaničnih vrtov za sajenje zdravilnih zelišč, rastlin in dreves. Vsebovali so bazene z vodo, bili so postavljeni v mrežaste vzorce in običajno so vsebovali paviljone (čatri). Kama sutra omenja podrobnosti o hišnih vrtovih in da bi morala dobra žena posaditi zelenjavo, šopke sladkornega trsa, gruče figovcev, gorčico, peteršilj in koromač, različno cvetje, kot je jasmin, vrtnica in druge podobne rastline, narediti sedeže in ograde in sredi vrta naj bi bil vodnjak, rezervoar ali ribnik, različne druge razprave omenjajo tudi postavitev kopeli v obliki lotosa, jezera, sedeže v obliki lotosa, gugalnice, vrtiljak, menažerije. Kitajski budistični romar Xuanzang omenja zapise o Nalandi, kjer »azurni bazen vijuga okoli samostanov, okrašen s polno razcvetenimi skodelami modrega lotosa; tu in tam visijo bleščeče rdeči cvetovi ljubke kanake, zunaj pa nasadi mangovih dreves prebivalcem ponujajo svojo gosto in zaščitno senco. V starodavni Indiji so zapisi o štirih vrtovih: udjan, paramadodjana, vrikšavatika in nandanavana. Vatika je bil majhen vrt znotraj doma. Margešu vrikša je bila navada, da sadijo drevesa ob cesti zaradi sence.
Besedilo iz 20. stoletja, Manasollasa, ki vsebuje podrobnosti o zasnovi vrta, trdi, da bi moral vsebovati kamnine in dvignjene gomile vrhov, olepšane z rastlinami in drevesi različnih sort, umetnimi ribniki in tekočimi potoki. Opisuje ureditev, tla, semena, razdaljo med vrstami rastlin in dreves, načine priprave gnoja, pravilno gnojenje in vzdrževanje vrta, katere rastline in drevesa je najbolje posaditi najprej, kdaj posaditi druge, zalivanje, znake površinske in podvodne vode, plevela, sredstva za zaščito vrta in druge podrobnosti. Opisani so tako javni parki kot gozdni vrtovi, pri čemer je približno 40 vrst dreves, ki jih priporoča za park v poglavju Vana-krida.
V srednjeveški Indiji so dvoriščni vrtovi tudi bistveni elementi mogulskih in Rajput palač.
Indijsko besedilno silparatna (16. stoletje n. št.) navaja, da bi se moral Pušpavatika (cvetlični vrt ali javni park) nahajati na severnem delu mesta. Po Kalidasovem mnenju je bil vrt natančno zasnovan s cisternami, plezalkami, sedeži (Kridasaila), navideznimi griči, gugalnicami v školjkah ali odprtih, dvignjenih sedežih ali vedika pod velikim senčnim drevesom. Razprava Arthašastra, spis Sukraniti in Kamandakanti omenjajo javne vrtove, ki so bili urejeni zunaj mesta in jih je zagotovila vlada, kamor bi ljudje hodili in cel dan preživeli na piknikih, Pāṇini (antični sanskrtski filolog, slovničar in cenjeni učenjak) omenja neke vrste vrtni šport, značilen za vzhodno Indijo (pracam kridayam), Salabhanjika je bila dejavnost rezanja cvetov in porabe časa v veselem izdelovanju. Poglavje Upavan Vinoda v Šarngadhara-padhatiju (14. stoletje n. št.) je enciklopedično delo posvečeno vrtnarstvu in vrtnarjenju. Indijski vrtovi so bili zgrajeni tudi okoli velikih zbiralnikov vode ali cistern za vodo, ki so bili zgrajeni tudi vzdolž reke.

### Šrilanški vrtovi
Vodni vrtovi Sirigije so vidni v osrednjem delu zahodnega območja. Tu so trije glavni vrtovi. 
Prvi vrt je sestavljen iz parcele, obkrožene z vodo. Z glavnim območjem je povezan s štirimi pešpotmi, na čelu vsake poti so nameščeni vhodi. Ta vrt je zgrajen po starodavni vrtni obliki, znani kot char bagh in je eden najstarejših ohranjenih modelov te oblike.
Drugi vsebuje dva dolga, globoka bazena, postavljena na obeh straneh poti. V ta bazena vodita dva plitva, vijugasta potoka. Tu so postavljene fontane iz krožnih apnenčastih plošč. Podzemni vodni tokovi oskrbujejo vodo teh vodnjakov, ki še vedno delujejo, zlasti v deževnem obdobju. Dva velika otočka sta na obeh straneh drugega vodnega vrta. Na sploščenih površinah teh otokov so zgrajene poletne palače. Še dva otoka sta na severu in jugu. Ti otoki so zgrajeni na način, podoben otoku v prvem vodnem vrtu.
Tretji vrt je postavljen na višji nivo kot drugi. Na svojem severovzhodnem vogalu vsebuje velik osmerokotni bazen z dvignjenim stopniščem. Velika opečna in kamnita stena citadele je na vzhodnem robu tega vrta.
Vodni vrtovi so zgrajeni simetrično na osi vzhod-zahod. Povezani so z zunanjim jarkom na zahodu in velikim umetnim jezerom južno od skale Sigirija. Vsi bazeni so med seboj povezani tudi s podzemno mrežo kanalov, ki jo napaja jezero in povezani z jarki. Miniaturni vodni vrt je zahodno od prvega vodnega vrta, sestavljen iz več majhnih bazenov in vodotokov. Zdi se, da je bil pred kratkim odkrit manjši vrt, ki je bil zgrajen po obdobju Kašjapan, verjetno med 10. in 13. stoletjem.

### Perzijski vrtovi
Vsi perzijski vrtovi, od antike do visoke klasike, so bili razviti v nasprotju s surovo in sušno pokrajino Iranske planote. Za razliko od zgodovinskih evropskih vrtov, ki so bili videti izklesani ali preurejeni znotraj obstoječe krajine, so se perzijski vrtovi pojavili kot nemogoče. Njihove eterične in občutljive lastnosti so poudarjale njihovo notranje nasprotje s sovražnim okoljem. Drevesa in nasadi so v veliki meri značilni kot biotski odtenek; paviljoni in zidovi so strukturno vidni tudi pri blokiranju sonca.
V vročini ima tudi voda pomembno vlogo, tako pri načrtovanju kot vzdrževanju vrta. Potrebno je namakanje in oskrba s pomočjo predora, imenovanega kanat, ki prenaša vodo iz lokalnega vodonosnika. Izvirom podobne strukture se nato povežejo s kanatom, kar omogoča črpanje vode. Ali pa bi perzijski vodnjak, ki ga poganjajo živali, črpal vodo na površje. Takšni kolesni sistemi so premikali vodo tudi okoli sistemov površinske vode, kot so tisti v slogu chahar bāgh. Drevesa so pogosto zasadili v jarku, imenovanem juy, kar je preprečilo izhlapevanje vode in vodi omogočilo hiter dostop do korenin dreves.
Perzijski slog se pogosto skuša povezati v zaprtih prostorih z zunanjimi prek povezave okoliškega vrta z notranjim dvoriščem. Oblikovalci pogosto postavljajo arhitekturne elemente, kot so oboki med zunanjimi in notranjimi območji, da bi odprli razkorak med njimi.

### Egipčanski vrtovi
Vrtovi so bili v egiptovskih časih zelo negovani in so jih urejali tako za posvetne namene kot v templjih. Vrtovi v zasebnih domovih in vilah pred Novim kraljestvom so se večinoma uporabljali za gojenje zelenjave in so bili blizu kanala ali reke. Vendar so jih v Novem kraljestvu pogosto obdali z obzidjem in njihov namen je poleg uporabnosti vključeval tudi užitek in lepoto. Vrtni proizvodi so predstavljali pomemben del živil, vendar so cvetje gojili tudi za uporabo v girlandah za praznične priložnosti in v zdravilne namene. Medtem ko so revni obdržali zaplate za gojenje zelenjave, so si bogataši lahko privoščili vrtove, obdane z zavetjem dreves in okrasne bazene z ribami in vodnimi pticami. Poznali so lesene konstrukcije, pergole za podporo trte, iz katerih so se pridobivali rozine in vino.
Tempeljski vrtovi so imeli parcele za gojenje posebne zelenjave, rastlin ali zelišč, ki so veljali za svete določenemu božanstvu in ki so bila potrebna v obredih in v daritvah, kot solata za Min. Sakralni nasadi in okrasna drevesa so bili zasajeni pred ali blizu obeh: kultnega templja in pogrebnega templja. Ker so templji predstavljali nebo in so bili zgrajeni kot dejanski božji dom, so bili vrtovi postavljeni po istem principu. Avenija do vhoda je lahko bila obložena z drevesi, na dvoriščih so lahko bili majhni vrtovi, med tempeljskimi stavbami pa so bili vzdrževani vrtovi z drevesi, vinogradi, rožami in ribniki.
Staroegipčanski vrt bi bil videti drugače kot sodoben vrt. Zdel bi se bolj kot zbirka zelišč ali zaplata divjega cvetja, ki bi mu manjkalo danes posebej vzgojeno cvetje. Rože, kot so iris, krizantema, lilija in delphinium (modre barve), so zagotovo poznali, vendar v vrtnih prizorih niso bile pogosto prikazane. Zdi se, da so bili formalni bosketi sestavljeni iz mandragore, maka, modrega glavinca in / ali lotosa in papirusa.
Zaradi suhega podnebja v Egiptu so negovani vrtovi pomenili stalno pozornost in so bili odvisni od namakanja. Kvalificirani vrtnarji so bili zaposleni v templjih in gospodinjstvih premožnih. Dolžnosti so vključevale sajenje, pletje, zalivanje s šadufom, obrezovanje sadnih dreves, kopanje tal in nabiranje plodov.

### Grški in rimski vrtovi
Razlikujemo med grškimi vrtovi, ki so bili narejeni v antični Grčiji in helenističnimi vrtovi, ki so bili narejeni pod vplivom grške kulture v poznih klasičnih obdobjih. O tem se ve le malo.
Minojska kultura predstavljala vrtove v obliki subtilno ukrojenih divjih navideznih krajinah, prikazanih na freskah, predvsem v stilizirani sveti cvetni krajini z nekaterimi egiptovskimi značilnostmi, predstavljenimi na drobcih srednje minojske freske v vili v Amnisosu, severovzhodno od Knososa.

#### Grški vrtovi
Zanimivo je, da Grki niso imeli v lasti zasebnih vrtov, čeprav so Egipčani in Rimljani močno vrtnarili. Okoli templjev so postavili vrtove, krasili so sprehajalne poti in ceste s kipi, vendar okrašeni in vrtovi za zabavo, ki bi kazali bogastvo v drugih skupnostih, so na videz odsotni.
Arheologi niso našli zasajenih dvorišč znotraj palač mikenske kulture niti v grških hišah iz obdobja klasike.
V Atenah 5. in 4. stoletja so na javnih mestih zasadili drevesa , kot je Platon naročil v svojih zakonih: »Vodnjaki vode, bodisi reke ali izviri, so okrašeni z nasadi in zgradbami za lepoto«. Leta 1936 je bila okolica Hefajstovega templja v Atenah izkopana do gole skale, v kateri so bile prepoznane pravokotne zasaditvene jame, ki so potekale okrog treh strani templja, ne pa čez njegovo sprednjo stran. V njihovih podlagah so bili razbiti ostanki cvetličnih loncev.
Celinska Grčija, mati demokracije in zahodnih kulturnih tradicij, ni bila mati evropskih vrtov: velik helenistični vrt je bil vrt Ptolemajcev v Aleksandriji, velika, obzidana rajska krajina, ki je vključevala znamenito Aleksandrijsko knjižnico.

#### Rimski vrtovi
Rimski vrtovi so bili kraj miru in samote, zatočišče mestnega življenja. Gaj Kilnij Mecen, kulturno vpliven zaupnik cesarja Avgusta, je zgradil prvo zasebno vrtno posestvo v Rimu, da je izpolnil svoje ustvarjalne ambicije in povrnil svoje občutljivo zdravje. [18] Za Seneko mlajšega je značilno mešanica vrtnarske umetnosti, narave in vode kot da je »zaskrbljeni um preusmeril z zvokom razburkanih voda«. [19]
V času starorimske civilizacije je okrasno vrtnarstvo postalo zelo razvito. Administratorji rimskega cesarstva (c. 100 pr. n. št. - 500 n. št.) so aktivno izmenjevali informacije o kmetijstvu, vrtnarstvu, živinoreji, hidravliki in botaniki. Semena in rastline so bile zelo razširjene. Lukulovi vrtovi (Horti Lucullani) na griču Pincian na robu Rima so Evropi približali perzijski vrt okoli 60. pr. n. št.

### Kitajski in japonski vrtovi
Kitajsko in japonsko oblikovanje vrta je tradicionalno namenjeno vzbujanju naravne pokrajine gora in rek. Vendar se predvidena razgledna točka vrtov razlikuje: kitajske vrtove smo si želeli ogledati znotraj vrta in so bili namenjeni okolju za vsakdanje življenje. Japonske vrtove, z nekaj izjemami, naj bi si ogledali od znotraj hiše, nekoliko kot diorama. Poleg tega so kitajski vrtovi pogosto vključevali vodno funkcijo, medtem ko so japonski vrtovi, postavljeni v vlažnejšem podnebju, pogosto obšli vodo s pomočjo na primer peska ali kamenčkov, zavitih v valovni vzorec. Tudi tradicionalni kitajski vrtovi rastline obravnavajo naravoslovno, medtem ko imajo tradicionalni japonski vrtovi rastline, strižene v gorske ali oblačne oblike. To je v nasprotju z ravnanjem s kamnitimi elementi: na japonskem vrtu so stopni kamni postavljeni v skupine kot del pokrajine, v kitajskem vrtu pa bi lahko posebej izbran kamen postavili celo na podstavek na vidnem mestu, tako da bi ga bilo mogoče lažje ceniti.

#### Kitajski vrtovi učenjakov
Slog kitajskega vrta se razlikuje med gospodarskimi skupinami in se razlikuje po dinastijah. Kamnine, voda, mostovi in paviljoni so med najpogostejšimi značilnostmi znanstvenih vrtov bogatih razredov, dvorišča, izviri in terakota ribniki pa so običajni med splošno populacijo. V obeh skupinah so vidne tudi druge lastnosti, kot so lunina vrata in puščajoča okna (odprti zasloni, ki prebijajo okoliške stene).
Razvoj krajinskega oblikovanja na Kitajskem so zgodovinsko vodili filozofi tako konfucijanstva kot daoizma. Geometrična simetrija in krepitev razrednih mej sta bili značilni značilnosti krajinskega oblikovanja v azijskih mestih, obe značilnosti pa odražata Konfucijeve ideale. Medtem ko so Britanci naravo zunaj doma uporabljali za zagotavljanje zasebnosti, so bili kitajski domovi sestavljeni iz številnih stavb, ki so se vse soočale z enim ali več dvorišči ali skupnimi površinami. Kitajci so namesto okoli doma, cenili naravne prostore v naselju, kjer se je družina družila. Poleg tega so dvorišča v kitajskem domu odražala daoistično filozofijo, kjer bi družine poskušale ustvariti abstrakcije narave, ne pa njihove rekreacije. Na primer, daoistični vrt bi se izogibal ravnim črtam in namesto dreves uporabljal kamen in vodo, medtem ko so azijska mesta sledila konfucijanskemu, geometrijskemu oblikovanju.
Obstajata dva načina pogleda na značilnosti oblikovanja kitajskega vrta: koncept Jin in jang in drugo; miti o dolgoživosti, ki so se pojavili v času dinastije Čin.
Filozofija Jin in jang prikazuje idejo ravnotežja in harmonije. Kitajski vrt izraža odnos do narave in idejo o ravnotežju z umetnostjo posnemanja naravne okolice, s tem pa obstoja gora, kamnin, vode in vetrovnih elementov. Jin in jang se medsebojno dopolnjujeta z nasprotjem: kolikor je trdna kamnina, lahko mehkoba vode to raztopi. Najpomembnejši primer so skale iz jezera Tai, apnenec, ki ga je erodirala voda jezera Tai. Voda, zrak in svetloba tečejo skozi skalo, saj je še vedno na ogled. Prepustna okna kitajske vrtne stene prikazujejo tako stabilnost kot gibanje. Okna pa na stenah ustvarijo trdno barvo, da se vztrajnost spremeni, ko piha veter ali se premikajo oči.
Struktura kitajskega vrta temelji na mitu o ustvarjanju kulture, ukoreninjenem v skalah in vodi. Imeti dolgoživost je živeti med gorami in vodo; to je živeti z naravo, živeti kot nesmrtno bitje (Xian). Vrt vzbuja zdrav življenjski slog, zaradi katerega je eden nesmrten, osvobojen civilizacijskih težav. Tako je kitajska pokrajina znana kot Šan (Shan – gora) in Šui (Shui - voda).
Simbolika je ključni element kitajskega oblikovanja vrta. K zemeljskim tonom kitajskega vrta se pogosto doda pridih rdeče ali zlate barve, da se ustvari Jin / Jang kontrast. Rdeči in zlati barvi prav tako predstavljata srečo in bogastvo. Netopirji, zmaji in druga mistična bitja, izklesana na lesenih vratih, pogosto najdemo tudi na kitajskih vrtovih; ti se vidijo kot znaki sreče in zaščite.
Krogi prikazujejo povezanost, zlasti za družinske člane, upodobljeni so v luninih vratih, luninih mostovih in okroglih mizah, postavljenih znotraj kvadratnih ozadij. Lunina vrata in druga čudaška vrata prav tako delujejo na okvirje pogledov in silijo gledalca v pavzo za prehod v nov prostor.
Poti v kitajskih vrtovih so pogosto neenakomerne in včasih zavestno cikcak. Te poti so kot prehodi človeškega življenja. Vedno je nekaj novega ali drugačnega, če ga pogledamo iz drugega zornega kota, medtem ko je prihodnost neznana in nepredvidljiva.

### Evropski vrtovi

#### Vrtovi Bizanca
Bizantinsko cesarstvo je obsegalo obdobje več kot 1000 let (330–1453) in geografsko območje od sodobne Španije in Britanije do Bližnjega vzhoda in severne Afrike. Verjetno zaradi tega časovnega in geografskega širjenja in njegove burne zgodovine ni niti enega prevladujočega vrtnega sloga, ki bi ga lahko označili za 'bizantinski slog'. Arheološki dokazi o javnih, cesarskih in zasebnih vrtovih so v najboljšem primeru maloštevilni, raziskovalci pa so se skozi leta sklicevali na literarne vire, da bi dobili namige o glavnih značilnostih bizantinskih vrtov. Romantični romani, kot sta Hysmine in Hysminias (12. stoletje), so vsebovali podrobne opise vrtov in njihova priljubljenost je bila priča navdušenju Bizantincev nad vrtovi užitka (locus amoenus). Bolj uradna besedila o vrtnarjenju, na primer Geoponika (10. stoletje), so bila v resnici enciklopedije nakopičenih kmetijskih praks (cepljenje, zalivanje) in poganske veščine (astrologija, sočutje rastlin / antipatije), ki segajo že v Heziodov čas. Njihove ponavljajoče se publikacije in prevodi v druge jezike že v 16. stoletju dokazujejo vrednost, ki jo pripisujejo hortikulturnemu znanju antike. Ti literarni viri so delovali kot priročniki in promovirali koncepte obzidanih vrtov z rastlinami, razporejenimi po vrsti. Takšni ideali so našli izraz v predmestnih parkih (Philopatium, Aretai) in palačnih vrtovih (Mesokepion, Mangana) Konstantinopla.
Na bizantinsko vrtno tradicijo so vplivali močni podtoni zgodovine, ki jim je bilo izpostavljeno samo cesarstvo. Prvi in glavni vpliv je bilo sprejetje krščanstva kot uradna religija cesarstva s strani njegovega ustanovitelja Konstantina Velikega. Nova religija je nakazovala odmik od okrasnih poganskih skulptur grško-rimskega vrtnega sloga. Drugi vpliv je bil vse večji stik z islamskimi narodi na Bližnjem vzhodu, zlasti po 9. stoletju. O tem kaže razkošna oprema v cesarski palači in sprejemanje avtomatonov na palačah. Tretji dejavnik je bil temeljni premik v zasnovi bizantinskih mest po 7. stoletju, ko so postala manjša po številu prebivalstva, pa tudi bolj podeželska. Verjetno se je zmanjšal tudi razred bogatih aristokratov, ki so lahko financirali in vzdrževali dovršene vrtove. Končni dejavnik je bil premikajoč se pogled na bolj 'zaprt' vrtni prostor (hortus conclusus), ki je bil takrat prevladujoč trend v Evropi. Odprte poglede in razgledne poti, ki so jih najljubši vrtnarji rimskih vil zamenjali z vrtnimi stenami in slikovitimi pogledi, naslikani na notranji strani teh sten. Koncept nebeškega raja je bil zaprti vrt, ki je v tem času pridobil priljubljenost, zlasti po ikonoklastičnem obdobju (7. stoletje), s poudarkom na božji kazni in kesanju.
Območje vrtnarstva, ki je cvetelo skozi dolgo zgodovino Bizanca, je bilo samostansko območje. Čeprav so arheološki dokazi zagotovili omejene dokaze o samostanskem vrtnarstvu, lahko veliko ugotovimo s preučevanjem temeljnih dokumentov (τυπικόν, tipikon) številnih krščanskih samostanov, pa tudi življenjepisov svetnikov, ki opisujejo njihovo vrtnarsko dejavnost. Iz teh virov izvemo, da so samostani vzdrževali samostanske vrtove zunaj svojih zidov in jih zalivali s kompleksnimi namakalnimi sistemi, ki so jih napajali izviri ali deževnica. Na teh vrtovih so bili vinogradi, širokolistna zelenjava in sadno drevje za prehrano menihov in romarjev. Vlogo vrtnarja so menihi pogosto prevzeli kot ponižno dejanje. Samostanske vrtnarske prakse, ki so bile takrat uveljavljene, se še vedno uporabljajo v krščanskih samostanih po vsej Grčiji in na Bližnjem vzhodu.

#### Srednjeveški vrtovi
Samostani so v srednjeveškem obdobju v Evropi nosili tradicijo oblikovanja vrtov in intenzivne vrtnarske tehnike. Namesto da bi uporabil katero koli vrtnarsko tehniko, je različnost različnih namenov, ki so jih imeli samostani za svoje vrtove, dokaz njihove prefinjenosti. Kar zadeva vrtnarske prakse, so zapisi omejeni in ni obstoječih samostanskih vrtov, ki bi povsem ustrezali prvotni obliki. Obstajajo pa zapisi in načrti, ki nakazujejo vrste vrta, ki jih je imel samostan, na primer vrt za St. Gall v Švici.
Na splošno so samostanski tipi vrtov sestavljali kuhinjske vrtove, zdravilne rastline, sadovnjake, vrt križnega hodnika in vinograde. Posamezni samostani so lahko imeli tudi 'zeleni dvor', parcelo trave in dreves, na katerih so se lahko pasli konji, pa tudi kletarski vrt ali zasebne vrtove za laike, menihe, ki so v samostanu opravljali posebna dela.
Z utilitarističnega stališča so zelenjavni in zeliščni vrtovi pomagali zagotoviti hranljive in zdravilne pridelke, ki bi jih lahko uporabljali za prehrano ali zdravljenje menihov in ponekod zunanje skupnosti. Kot je podrobno opisano v načrtih za St. Gall, so bili ti vrtovi postavljeni v pravokotne parcele z ozkimi potmi, da bi olajšali zbiranje pridelka. Te parcele so bile pogosto obdane z ograjo iz protja, da se živalim prepreči vstop. Na kuhinjskih vrtovih so lahko gojili koromač, zelje, čebulo, česen, por, redkvico in pastinak, pa tudi grah, lečo in fižol, če jim je to dopuščal prostor. V zdravilnih vrtovih so med drugimi zelišči gojili Rosa gallica ('francoski šipek'), šetraj, dišečo balzaminko, grško seno, navadni rožmarin, poprovo meto, vinsko rutico, iris, žajbelj, bergamot, meto, lovorov, koromač in kumino.
Zeliščni in zelenjavni vrtovi so služili namenu, ki presega namen pridelave, zato je bilo z njihovo namestitvijo in vzdrževanjem menihom omogočeno, da izpolnjujejo ročno delovno sestavino religioznega načina življenja, ki ga je predpisalo pravilo svetega Benedikta.
Sadovnjaki so služili tudi kot mesta za proizvodnjo hrane in kot prostor za ročno delo, taki kot je podrobno opisan v načrtu za St. Gall, pa so pokazali še večjo vsestranskost. Sadovnjak ni le obrodil sadje, ampak se je manifestiral kot naravni simbol rajskega vrta. Ta koncept vrta kot prostora, ki je zadoščal tako fizičnim kot duhovnim potrebam, je bil prenesen na vrt križnega hodnika.
Klaustrum, sestavljen iz viridarija, pravokotne ploskve trave, obkrožene s peristilnimi arkadami, je bil laikom prepovedan in je služil predvsem kot kraj umika, vita premisplativa. Viridarij je bil pogosto razdeljen ali razrezan s potmi, pogosto pa je imel na sredini ali ob strani pokrit vodnjak, ki je služil kot glavni vir vode za umivanje in namakanje, zadovoljeval pa še več fizičnih potreb. Na nekaterih samostanskih vrtovih so bili tudi majhni ribniki, še en vir hrane za skupnost. Arkade so uporabljali za poučevanje, sedenje in meditacijo ali za sprehode v slabšem vremenu.
Obstaja veliko domnev o načinih, kako je kvadratni vrt služil kot duhovna pomoč. Umberto Eco opisuje zeleni pas kot nekakšen balzam, na katerem lahko menih spočije utrujene oči, da bi se z novo močjo vrnil k branju. Nekateri znanstveniki menijo, da bi bil rastlinski material, ki ga najdemo v samostanskem vrtu, čeprav le redko posajen, navdih različnih verskih vizij. Ta težnja po zasaditvi vrta s simboličnimi vrednotami ni bila lastna samo religioznim redovom, ampak je bila značilnost srednjeveške kulture na splošno. Vrt križnega hodnika samostana naj bi predstavljal štiri točke kompasa in tako vesolje kot celoto. Kot je povedal Turner,
Avguštin je navdihnil srednjeveške ustvarjalce vrtov, da so se uprli zemeljskim očem in pogledali navzgor za božanski navdih. Popoln kvadrat z okroglim bazenom in peterokotnim vodnjakom je postal mikrokozmos, ki je osvetljeval matematični red in božansko milost makrokozmosa (vesolja).
Hoja okoli križnega hodnika je način meditacije, kako se posvetiti 'življenjski poti'; vsak samostanski vrt je bil prežet tako s simboliko kot z otipljivo vrednostjo, kar priča o iznajdljivosti njenih ustvarjalcev.
V poznejšem srednjem veku besedila, umetniška in literarna dela ponujajo sliko razvoja vrtnega oblikovanja. V poznih 12. do 15. stoletju so bila evropska mesta obzidana zaradi obrambe in za nadzor trgovine. Čeprav je bil prostor znotraj teh sten omejen, ohranjeni dokumenti kažejo, da so imeli znotraj mestnih meja živali, sadno drevje in kuhinjski vrtovi.
Pietro Crescenzi, bolonjski odvetnik, je napisal dvanajst zvezkov o praktičnih vidikih kmetovanja v 13. stoletju, ki ponuja opis srednjeveških vrtnarskih praks. Iz njegovega besedila vemo, da so bili vrtovi obdani s kamnitimi zidovi, debelo živo mejo ali ograjo ter so vključevali latnike in pergole. Svojo obliko so si izposodili iz kvadratne ali pravokotne oblike križnega hodnika in vključili kvadratne sadilne gredice.
Tudi travo so prvič opazili na srednjeveškem vrtu. V De Vegetabilibus Albertusa Magnusa, napisan okoli leta 1260, so navodila za sajenje travnatih parcel. Dvignjene brežine, pokrite s travnato površino, imenovane 'rušnati sedež', so bile zgrajene za zagotavljanje sedenja na vrtu. Razširjena so bila sadna drevesa in pogosto cepljena, da bi ustvarili nove sorte sadja. Vrtovi so vsebovali dvignjen nasip ali grič, ki je služil kot prizorišče za ogled, zasaditve gredic pa so bile običajno dvignjene na dvignjenih ploščadih.
V splošnih nasvetih za gospodinjstvo v Le Ménagier de Paris iz leta 1393, so bila navedena različna zelišča, cvetje, sadno drevje in grmovje z navodili o njihovem gojenju. Ménagier ponuja sezonsko svetovanje o setvi, sajenju in cepljenju. Najbolj izpopolnjeno vrtnarjenje v srednjem veku je bilo opravljeno v samostanih. Menihi so razvili vrtnarske tehnike in gojili zelišča, sadje in zelenjavo. Z uporabo zdravilnih zelišč, ki so jih gojili, so menihi zdravili tiste, ki so trpeli v samostanu in v okoliških skupnostih.
Med srednjim vekom so mislili, da so vrtovi združili zemeljsko z božanskim. Zaprti vrt kot alegorija za raj ali 'izgubljeni raj' se je imenoval hortus conclusus. V likovnih delih so bili pogosto upodobljeni zaprti vrtovi, ki upodabljajo Devico Marijo, vodnjak, samoroga in vrtnice znotraj zaprtega območja.
Čeprav srednjeveškim vrtovom primanjkuje številnih značilnosti renesančnih vrtov, ki so jim sledili, so nekatere značilnosti teh vrtov še danes prisotne.

#### Renesančni vrtovi
Italijanska renesansa je navdihnila revolucijo v zasebnem vrtnarjenju. Renesančni zasebni vrtovi so bili polni prizorov iz starodavne mitologije in drugih naučenih aluzij. Voda je bila v tem času še posebej simbolična: povezana je bila s plodnostjo in obiljem narave.
Prve javne vrtove je v 16. stoletju, v Evropi in Ameriki postavila Španska krona.

#### Francoski vrtovi
Vrt à la française ali baročni francoski vrtovi v tradiciji André Le Nôtre.
Francoski klasični vrtni slog ali vrt à la française, ki je doživel vrhunec v času kralja Ludvika XIV. (1638–1715) in njegovega oblikovalca Versajskiih vrtov, Andréa Le Nôtreja (1613–1700). Navdih za te vrtove je sprva prišel iz italijanskega renesančnega vrta 14. in 15. stoletja in idej francoskega filozofa Renéja Descartesa (1576–1650). Francozi so v tem času vrt razvili do ogromnih razsežnosti v primerjavi z njihovim italijanskim predhodnikom. Njihovi vrtovi izražajo monarha in človeka, ki prevladuje in nadzira naravo, da bi pokazal svojo avtoriteto, bogastvo in moč.
Renée Descartes, ustanovitelj analitične geometrije, je menil, da je naravni svet objektivno merljiv in da je prostor neskončno deljiv. Njegovo prepričanje, da je »vsako gibanje ravna črta, je torej vesolje mreža matematičnih koordinat in vse se lahko nahaja na njegovih neskončno raztegljivih ravninah« nam je dalo kartezični koordinatni sistem. Skozi klasične francoske vrtove je ta koordinatni sistem in filozofija zdaj fizično in vizualno predstavljena.
Ta francoski formalni in osni vrtni slog je hišo postavil v središče na ogromno in predvsem ravno zemljišče. Velika osrednja os, ki se od glavne hiše bolj oži, sili gledalčev pogled na črto obzorja, zaradi česar je posest videti še večja. Gledalec mora posest videti kot kohezivno celoto, hkrati pa ne more videti vseh sestavnih delov vrta. Eno je treba voditi skozi logičen napredek ali zgodbo in presenetiti elemente, ki niso vidni, dokler se jim ne približamo. Obstaja alegorična zgodba, ki se nanaša na lastnika s kipi in vodnimi značilnostmi, ki imajo mitološke reference. Obstajajo majhne, skoraj neopazne spremembe ocene, ki pomagajo prikrivati presenečenja vrtov in podaljšati poglede na vrtove.
Ti veliki vrtovi imajo organizirane prostore, ki naj bi predstavljali dober oder za zabavo dvora in gostov z igrami, koncerti in ognjemeti. Uporabljen je bil naslednji seznam vrtnih elementov:
- aleja
- os simetrije
- bosquet
- Broderie
- kanal
- cul de sac
- vodna fontana
- glorieta
- grotto umetna sli naravna jama
- jeux d'eau (vodne lastnosti)
- oranžerija
- parter
- patte d'oie
- gozdno gledališče
- tapis vert
- topiarij (umetnost obrezovanja)

#### Mediteranski vrtovi
Mediteranska tla so bila zaradi tega, ker so bila zgodnje središče zahodne družbe in so jo stoletja uporabljali, krhka, zato je mogoče krajinsko kulturo v regiji misliti kot spopad med plodnostjo in varčnostjo. Območje so v veliki meri sestavljale manjše kmetijske parcele. Pozneje, po drugi svetovni vojni, so sredozemski priseljenci ta kmetijski slog pripeljali v Kanado, kjer so sadna drevesa in zelenjava na dvorišču postali pogosti. [28

#### Slikoviti in angleški krajinski vrtovi
Gozdna območja so imela za Britance v srednjem veku številne vloge, ena od teh vlog pa je bila gojenje divjadi za plemstvo. Gospodarji dragocene zemlje naj bi med kraljevimi obiski zagotovili množico živali za lov. Lovski dvorci so, kljub naravnim danostim, simbolizirali status, bogastvo in moč. Po industrijski revoluciji se je britanska gozdarska industrija krčila, dokler ni izginila. V odgovor na to se je v začetku 20. stoletja začelo gibanje Garden City, v industrijsko razvita območja so vnesli urbanistično načrtovanje, da bi izravnali negativne industrijske učinke, kot je onesnaževanje.
Na angleško vrtnarjenje je v 18. stoletju vplivalo več tradicij, prva je bila zasaditev gozdov okoli domov. Sredi 17. stoletja je pomlajevanje gozdov postalo dosledno in je veljalo za vizualno in estetsko. Medtem ko so bila gozdnata območja v srednjem veku v Veliki Britaniji bolj uporabna za lovske namene, vzorci iz 18. stoletja kažejo nadaljnje odstopanje v vrtnarskem pristopu od praktičnosti do zasnove, ki naj bi ugajala čutom.
Prav tako so na angleške užitke vplivali srednjeveški nasadi, od katerih so v Veliki Britaniji v 18. stoletju nekateri še obstajali. Ta vpliv se kaže v obliki grmičevja, včasih organiziranega v labirintih ali temu podobnih oblik. In čeprav tudi starodavno, je drobljenje postalo običajna značilnost teh zgodnjih vrtov, saj je metoda omogočila, da je svetloba vstopila do podrasti. Rezanje je bilo uporabljeno za izdelavo vrtnih nasadov, ki so v idealnem primeru vključevali sadovnjak s sadnimi drevesi, dišečimi zelišči in cvetovi ter poti, prekrite z mahom.
Medtem ko je bil najzgodnejši botanični vrt v Pisi leta 1543, je bil prvi odkrit angleški botanični vrt v Oxfordu leta 1621. V bližini Londona leta 1759 Avgusta, vdova princesa Walesa, ustanovila vrt v Kewu in sodelovala z znanima takratnim botanikoma, lordom Buteom in Stephenom Halesom, da je vrt razširila z eksotičnimi rastlinami. Do leta 1769 je Kew Gardens vseboval več kot 3400 različic rastlin.
Slikovit vrtni slog se je pojavil v Angliji v 18. stoletju, ena od rastočih struj večjega romantičnega gibanja. Vrtni oblikovalci, kot sta William Kent in Capability Brown, so posnemali alegorične krajinske slike evropskih umetnikov, zlasti Clauda Lorraina, Poussina in Salvatora Rose. V krajino so vgradili negovane griče, jezera in drevesa, posuta z alegoričnimi templji.
Do 1790-ih je nastala reakcija proti tem stereotipnim kompozicijam; številni misleci so začeli promovirati idejo o slikovitih vrtovih. Vodja gibanja je bil teoretik krajine William Gilpin, izurjen umetnik, znan po realističnih upodobitvah narave. Prednost je dajal naravni krajini pred negovanimi in pozval oblikovalce, naj se odzovejo na topografijo določenega terena. Opozoril je tudi, da je bila klasična lepota povezana z gladkim in lepim, a slikovita lepotica je imela divjo, neukročeno kakovost. Slikovit slog je vseboval tudi arhitekturne dodatke - gradove, gotske ruševine, kmečke koče - zgrajene z namenom, da pokrajini dodajo zanimanje in globino.
Spor med slikovito šolo in zagovorniki bolj negovanega vrta je vzniknil že v 19. stoletju. Krajinski oblikovalec Humphry Repton je podprl Gilpinove zamisli, zlasti vrtni harmoniji z okoliškimi oblikami terena. V tisku sta ga napadla dva rivala, teoretika, Richard Payne Knight in Uvedale Price. Repton, ki je opozoril s poudarjanjem razlik med slikarstvom in krajinskim vrtnarjenjem, je William Shenstone zaslužen za uvedbo pojma 'krajinsko vrtnarjenje'. Gledalec se za razliko od slike premika po vrtu in nenehno premika razgledišče.
Francoski krajinski vrt, imenovan tudi jardin anglais ali jardin pittoresque, so vplivali sodobni angleški vrtovi. V francoskih vrtovih v 18. stoletju prevladujejo lastnosti rokokoja, kot so turški šotori in kitajski mostovi. Francoski slikoviti vrtni slog spada v dve kategoriji: tiste, ki so jih uprizorili, skoraj kot gledališki prizor, navadno rustikalni in eksotični, imenovani jardin anglo-chinois in tiste, napolnjene s pastoralno romantiko in bukoličnimi občutki, na katere je vplival Jean-Jacques Rousseau. Slog predstavljata Désert de Retz in Parc Monceau, pozneje pa Moulin Jolie.
Rustikalnost, ki jo najdemo v francoskih slikovitih vrtovih, izhaja tudi iz občudovanja nizozemskega krajinskega slikarstva iz 17. stoletja in del francoskih umetnikov 18. stoletja Clauda-Henrija Wateleta, Françoisa Boucherja in Huberta Roberta.
Angleški vrt je običajni izraz v angleško govorečem svetu za interpretacije, izpeljave in oživitve v slogu izvirnih primerov krajinskih vrtov.

#### Divji vrtovi in zelene meje
Main articles: Wildlife garden and Herbaceous border
Knjige Williama Robinsona, ki opisujejo njegovo "divje" vrtnarjenje v dvorcu Gravetye v Sussex, in sentimentalna slika rožnatega, idealiziranega 'hišnega vrta', ki ga je upodobila Kate Greenaway, ki je komajda obstajal zgodovinsko, sta vplivali na razvoj mešane zelene meje, ki jih je zagovarjala Gertrude Jekyll v Munstead Woodu v Surreyu iz 1890-ih. Njene zasaditve, ki so mešale grmičevje s trajnicami in enoletnimi rastlinami ter čebulicami v globokih gredicah znotraj formalnejših struktur teras in stopnic, ki jih je oblikoval Edwin Lutyens, so postavili model visokega sloga, visoko vzdrževalnega vrtnarjenja do druge svetovne vojne. Vrt Vite Sackville-West na gradu Sissinghurst v Kentu je najbolj znan in najvplivnejši vrt tega zadnjega razcveta romantičnega sloga, ki ga bil objavljen v vrtnarski kolumni The Observer. Trend se je nadaljeval na vrtu Margery Fish v dvorcu East Lambrook. V zadnji četrtini 20. stoletja je manj strukturirano vrtnarjenje z divjimi živalmi poudarjalo ekološki okvir podobnih vrtov z uporabo avtohtonih rastlin. Vodilni zagovornik v ZDA je bil krajinski arhitekt Jens Jensen. Oblikoval je mestne in regionalne parke ter zasebna posestva z odkrito estetiko umetnosti in narave.

### Sodobni vrtovi
V 20. stoletju je postalo pomembno moderno oblikovanje vrtov, saj so arhitekti začeli načrtovati stavbe in rezidence s pozornostjo na inovacije in racionalizirati formalne Beaux-Arts in izpeljane neo-sloge, s čimer so odstranili nepotrebne reference in olepšave. Vrtna zasnova, navdihnjena s sodobno arhitekturo, je seveda sledila isti filozofiji 'oblika, ki sledi funkciji', kar zadeva številne filozofije zrelosti rastlin. V povojnih bivališčih in domačih okoljih ZDA so postajali bolj usmerjeni na prostem, zlasti v zahodnih državah, kot jih je spodbujal Sunset, dvorišče pa je pogosto postajalo zunanja soba.
Frank Lloyd Wright je svojo interpretacijo modernega vrta demonstriral z zasnovo domov v popolni harmoniji z naravnim okoljem. Taliesin in Fallingwater sta oba primera skrbnega umeščanja arhitekture v naravo, tako da postane odnos med bivališčem in okolico brezhiben. Njegov sin Lloyd Wright se je z očetom in arhitektom Irvingom Gillom izučil v arhitekturi in krajinski arhitekturi v pisarni bratov Olmsted. V svojih delih je uveljavljal inovativno organsko povezovanje strukture in pokrajine.
Kasneje so se Garrett Eckbo, James Rose in Dan Kiley - znani kot 'slabi fantje s Harvarda' - spoznali med študijem tradicionalne krajinske arhitekture, postali pomembni pionirji pri oblikovanju modernih vrtov. Ker je Harvard v svoji šoli za arhitekturo sprejel sodoben dizajn, so ti oblikovalci želeli interpretirati in vključiti te nove ideje v krajinsko oblikovanje. Zanimali so se za razvoj funkcionalnega prostora za bivanje na prostem z dizajni, ki odmevajo v naravni okolici. Sodobne vrtove odlikujejo sveža kombinacija ukrivljenih in arhitektonskih modelov, mnogi pa vključujejo abstraktno umetnost v geometriji in kiparstvu. Prostori so definirani s premišljeno postavitvijo dreves in zasaditev. Thomas Church je vplival z delom v Kaliforniji in svojimi knjigami in drugimi publikacijami. V okrožju Sonoma v Kaliforniji je njegov bazen v Donnell Garden iz leta 1948, v obliki ledvic z abstraktno skulpturo, postal ikona sodobnega bivanja na prostem.
V Mehiki je Luis Barragán raziskal sintezo modernizma v mednarodnem slogu z domačo mehiško tradicijo v zasebnih posestih in stanovanjskih razvojnih projektih, kot sta Jardines del Pedregal in San Cristobal 'Los Clubes' v Ciudad de México. V Naucalpanu je Torres de Satélite v civilnem dizajnu urbane skulpture velikih dimenzij. Njegova hiša, studio in vrtovi, zgrajeni leta 1948 v Ciudad de México, so bili leta 2004 uvrščeni na seznam Unescove svetovne dediščine.
Roberto Burle Marx je akreditiran, da je v Brazilijo uvedel modernistično krajinsko arhitekturo. Bil je znan kot sodobni umetnik narave in ljudski oblikovalec urbanega prostora. Bil je krajinski arhitekt (pa tudi botanik, slikar, tiskar, ekolog, naravoslovec, umetnik in glasbenik), ki je zasnoval parke in vrtove v Braziliji, Argentini, Venezueli, Kuala Lumpurju v Maleziji in v Združenih državah Amerike na Floridi. Z arhitektoma Lúcioom Costo in Oscarjem Niemeyerjem je sodeloval pri oblikovanju krajine za nekatere vidne modernistične vladne zgradbe v brazilski prestolnici Brasília.